# Egipto en los Juegos Paralímpicos de Tokio 2020
Egipto estuvo representado en los Juegos Paralímpicos de Tokio 2020 por un total de 49 deportistas, 29 hombres y 20 mujeres.

## Medallistas
El equipo paralímpico egipcio obtuvo las siguientes medallas:
| Nombre           | Deporte                   | Evento           |
| ---------------- | ------------------------- | ---------------- |
| Oro              |                           |                  |
| —                |                           |                  |
| Plata            |                           |                  |
| Rehab Ahmed      | Levantamiento de potencia | –50 kg femenino  |
| Fatma Omar       | Levantamiento de potencia | –67 kg femenino  |
| Sherif Ozman     | Levantamiento de potencia | –59 kg masculino |
| Mahmud Atia      | Levantamiento de potencia | –72 kg masculino |
| Mohamed El-Zayat | Taekwondo                 | –61 kg masculino |
| Bronce           |                           |                  |
| Mohamed Elelfat  | Levantamiento de potencia | –80 kg masculino |
| Hani Abdelhadi   | Levantamiento de potencia | –88 kg masculino |